# Notocitellus annulatus
Notocitellus annulatus es una especie de roedor de la familia Sciuridae.

## Distribución geográfica yhábitat
Es  endémica de la región de la costa del Pacífico del centro de México. 